# منطقة الغريفة في الامارات
منطقة الغريفة المدفونة المشتق اسمها من اسم منطقة المدام سابقا (سيح الغريف) وتبعد 60 كيلومتر عن إمارة دبي و50 كيلومتر عن إمارة الشارقة، وتقع في الجهة الجنوبية الغربية من منطقة المدام، كانت قبيلة بني كتب من أوائل القبائل القاطنين فيها، ولكن بفعل التيارات الهوائية الشديدة وتحرك الرمال اضطروا للخروج منها، فامتلأت المنازل بالرمال حتى بلغت السقف في أغلب المنازل وبعضها حتى المنتصف، ومن الغرائب عدم دخول الرمال للمسجد الذي احتفظ بشكله.
إن منظر المنازل المدفونة أثار الشكوك عن سبب تخلي السكان عن هذه المنطقة، وترك أمتعتهم في منازلهم، فانتشرت الشائعات عن سيطرة الأشباح والجن على القرية، وفي بعض الروايات ورد أن سبب نزوح السكان كان بسبب شدة العواصف الرملية التي داهمت المنطقة، وأما عن سبب بقاء المنازل على وضعها هي عدم استطاعة الشركات من إزالة المساكن في ذلك الوقت بسبب صعوبة الوصول لها وكثافة الرمال ونعومتها التي منعت الآلات من الوصول لها وإزالتها، فأصبحت هذه المنطقة موقع يجذب المستكشفون ومحبي الإثارة والغموض لكونها تحمل كنوزا في رمالها ولغزا يصعب حله.

## أسباب عدم إزالة البيوت بعد أن هجرها سكانها
تعتبر منطقة صحراوية تحيطها الرمال الناعمة، وبسبب عدم وجود طرق ممهدة وشوارع هذا الأمر صعب على الجرافات الوصول إلى الموقع المذكور، والبدء بأعمال الإزالة.
نفى سكان المنطقة السابقون الشائعة المنتشرة حول وجود قوى خارقة للطبيعة، واحتمالية وجود الجن والأشباح، وأكدوا أن سبب مغادرتهم للمنطقة هو ان الحكومة منحتهم منازل جديدة حيث يصعب السكن في منازلهم القديمة بسبب دخول الرمال فيها، وأكدوا أنهم تربطهم بهذه المنطقة ذكريات جميلة لا تنسى.

## سر الانجذاب لهذه المنطقة من محبي الاثارة والتصوير
يمثل منظر البيوت المهجورة التي ملأتها الرمال، والهدوء، والفراغ طابع إثارة وغموض، فمن رأى زار المنطقة زادة لديه الرغبة في معرفة قصة هذه المنطقة، ولماذا بنيت، ولماذا تم التخلي عنها.